# Hammett - Indagine a Chinatown
Hammett - Indagine a Chinatown (Hammett) è un film del 1982 diretto da Wim Wenders. È basato sulla vita dello scrittore americano Dashiell Hammett.